# Гетман, Раиса Александровна
Гетман Раиса Александровна (5 ноября 1913, Минск, Российская Империя — 1 сентября 1983, Ленинград, СССР) — советская художница, живописец и график, член Ленинградского Союза художников.

## Биография
Раиса Александровна Гетман родилась 5 ноября 1913 года в Минске. В 1935—1946 годах училась в Ленинградском институте живописи, скульптуры и архитектуры у Семёна Абугова, Александра Зайцева, Бориса Иогансона. В 1946 окончила институт по мастерской Б. Иогансона с присвоением звания художника живописи. Дипломная работа — жанровая картина «Смольный».
Участвовала в выставках с 1939 года, экспонируя свои работы вместе с произведениями ведущих мастеров изобразительного искусства Ленинграда. Писала жанровые и исторические картины, пейзажи, портреты, натюрморты. Член Ленинградского Союза художников с 1952 года. Автор картин «У моря», «Пальмы», «Портрет лучшего сталевара Ленинграда А. Маслакова» (все 1955), «Мостик» (1956), «Ильич пришёл» (1957), «Вечером в горах», «Сумерки» (обе 1964), «Всходы» (1972), «Форос» (1974) и других.
Жена художника Ш. Н. Меламуда (1911—1993). Мать художницы театра и кино К. Ш. Меламуд (род. 21.09.1940).
Скончалась 1 сентября 1983 года в Ленинграде на 70-м году жизни.
Произведения Р. А. Гетман находятся в музеях и частных собраниях в России, Испании, Финляндии, Франции и других странах.

## Выставки
- 1955 год (Ленинград): Весенняя выставка произведений ленинградских художников.
- 1956 год (Ленинград): Осенняя выставка произведений ленинградских художников.
- 1957 год (Ленинград): 1917—1957. Выставка произведений ленинградских художников.
- 1964 год (Ленинград): Ленинград. Зональная выставка.
- 1965 год (Ленинград): Весенняя выставка произведений ленинградских художников.
- 1975 год (Ленинград): Выставка произведений художников-женщин Ленинграда.
- Январь 1992 года (Париж): Выставка «Санкт-Петербургская школа».